# JALways

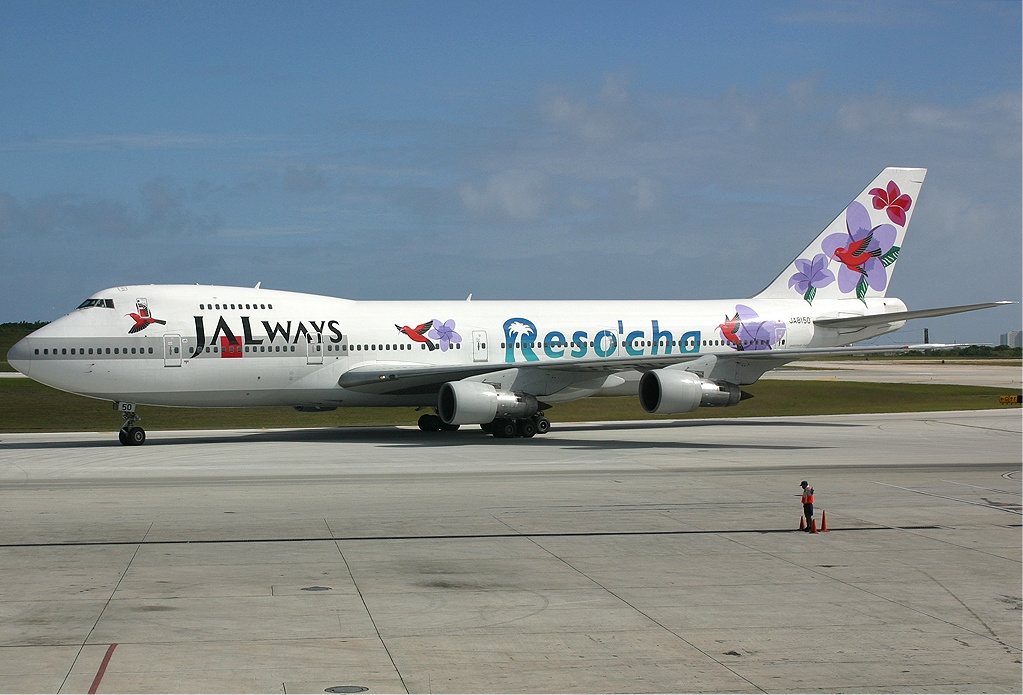
Boeing 747-200 de JALways (2004)

JALways (en japonais JALウェイズ) (code AITA : - ; code OACI : JAZ) était une compagnie aérienne japonaise, filiale de la Japan Airlines Corporation, active entre 1991 et 2010.
Elle était spécialisée dans les vols entre les grandes villes japonaises et des destinations insulaires du Pacifique.
Elle a opéré avec 4 Boeing 747 et 5 McDonnell Douglas DC-10.
Ses équipages de vol, basés à Honolulu, étaient surtout Américains tandis que le PNC, formé et basé à Bangkok, surtout Asiatique. Bien qu'indépendante de JAL, JO en partageait la livrée et les structures communes, ceci pour éviter les coûts élevés du travail au Japon. Le PNC portait des uniformes à thème tropical.
Le 1er décembre 2010, elle fusionne avec sa maison mère Japan Airlines.